# تطور الشخصية
يشمل تطوير الشخصية (بالإنجليزية: Personality development)‏ البناء الديناميكي وتفكيك الخصائص التكاملية التي تميز الفرد من حيث السمات السلوكية الشخصية. تطور الشخصية متغير باستمرار ويخضع لعوامل سياقية وتجارب تغير الحياة. إن تنمية الشخصية هي أيضًا أبعاد في الوصف وذاتية في الطبيعة. بمعنى أنه يمكن النظر إلى تنمية الشخصية على أنها سلسلة متصلة تتفاوت في درجات الشدة والتغيير. إنه ذاتي بطبيعته لأن تصوره متجذر في المعايير الاجتماعية للسلوك المتوقع والتعبير عن الذات والنمو الشخصي. تشير وجهة النظر السائدة في علم نفس الشخصية إلى أن الشخصية تظهر مبكرًا وتستمر في التطور عبر عمر الفرد. يُعتقد أن سمات شخصية البالغين لها أساس في مزاج الرضيع، مما يعني أن الفروق الفردية في التصرف والسلوك تظهر في وقت مبكر من الحياة، وربما قبل تطور لغة التمثيل الذاتي الواعي. يرسم نموذج العوامل الخمسة للشخصية أبعاد مزاج الطفولة. يشير هذا إلى أن الفروق الفردية في مستويات سمات الشخصية المقابلة (العصابية، والانبساط، والانفتاح على التجربة، والقبول، والضمير) موجودة منذ الأعمار الصغيرة.

## وصلات خارجية
- Piaget's Cognitive Stages, Honolulu Community College
- Process of Socialization: Personality Development نسخة محفوظة 1 أكتوبر 2010 على موقع واي باك مشين., Behavioral Sciences Department, Palomar College